# O
A letra O (ô ou ó) é a décima quinta letra do alfabeto latino.A letra O no plural é lida como / OS /

## História
Tem sua origem no ain dos fenícios que era representado pelo desenho de um olho (ain em fenício). Os gregos possuíam duas versões para a letra: o ómega (O mega é literalmente "O grande" em grego) que era usado para representar o som de o longo, e o ómicron (O micron, "O pequeno") usado para designar o som de o breve. Desde seu surgimento, a letra O manteve sua forma aproximada de um círculo.

## Fonética e códigos
Em português, a letra O pode ter os valores fonéticos [o] (semicerrada), como em bolo; [ɔ] (semiaberta), como em cobra; [u] como em pato, ou [õ] (semicerrada nasal), como em orações ou ontem.

## Significados
- Em química, O é símbolo do elemento oxigênio;
- Em português, o pode ser:
  - Artigo definido masculino singular;
  - Pronome pessoal oblíquo da terceira pessoa do singular;
  - Pronome demonstrativo equivalente a "aquele";
  - Com acento agudo (ó), interjeição usada em vocativos.